# Place du 14-Juin
Pour les articles homonymes, voir Saint-Laurent.
La place du 14-Juin se trouve à Lausanne, en Suisse. Jusqu'à son inauguration officielle le 7 février 2021, les Lausannois l'appelaient place Saint-Laurent, du nom d’une ancienne église médiévale voisine, dont la rue Saint-Laurent, qui longe la place, et l'église réformée Saint-Laurent rappellent l'existence passée. Ce nouveau toponyme est un double hommage : hommage à la grève féministe nationale ayant eu lieu en Suisse le 14 juin 2019 et hommage à l’inscription de l’égalité entre les femmes et les hommes dans la Constitution suisse, le 14 juin 1981,,.

## Histoire

### Moyen Âge

#### Quartier Saint-Laurent
L’origine du quartier de Saint-Laurent se perd dans les brumes du premier millénaire, mais on sait que le Chapitre de la Cathédrale de Lausanne possédait de nombreuses terres dans ce secteur. Situé sur une hauteur dominant la Louve, ce quartier est sans doute né d’une urbanisation spontanée comme faubourg sur la route de France au sortir du quartier dit de Bourg et de la place du pont de Saint-Jean. On y trouvait déjà au Xe siècle une église dont le saint protecteur, Laurent de Rome, a donné son nom à tout le secteur. En 1211, ce quartier est encore qualifié de suburbium et se trouve donc hors de la première enceinte de la Ville inférieure. Mais il est attesté comme burgum (au sens de bourg fermé de murailles) à partir de 1264. Il devient alors la « Bannière de Saint-Laurent », l’une des quatre « bannières » de la Ville inférieure, qui était, avec celle de Bourg, la plus peuplée de Lausanne. Mais sa population semble avoir diminué régulièrement du XIVe siècle au XVIIe siècle.
Les maisons de Saint-Laurent s’alignaient de part et d’autre de la rue sortant des quartiers du Pont et de Saint-Jean. Sur la hauteur, au débouché d’un raccourci venant de la Palud, se dressait l’église autour de laquelle allait se développer la place Saint-Laurent. Des ramifications sont venues s’y greffer. Un chemin, conduisant aux vignes et aux moulins de la vallée du Flon, est devenu par la suite la rue Mauborget. Un autre marquait la bifurcation des routes de France et d’Echallens, où se sont développées l’« Ale de Saint-Laurent » (devenue « rue de l’Ale »), et la rue Chaucrau. Tous ces éléments étaient en place au XIIIe siècle.

#### Place Saint-Laurent
La place Saint-Laurent était dite en 1327 ante Sanctum Laurencium usque extra portam, c’est-à-dire « devant [l’église] Saint-Laurent jusque hors de la porte », ce qui signifie qu’elle intégrait aussi la rue de Saint-Laurent. L’église a été démolie en 1554, mais on laisse subsister la tour du clocher et quelques ruines encore visibles sur le plan Buttet en 1638. L’église est reconstruite au même emplacement en 1716-1719 pour servir de temple protestant, et la place, qui s’étend avant 1721 sur l’ancien cimetière désaffecté, finit par entourer ce lieu de culte. En 1731, elle est réservée au « marché de la futaille », c’est-à-dire des ouvrages de tonnellerie. Son niveau a été modifié à diverses reprises à l’occasion de travaux d’urbanisme, notamment en 1782 avec l’adoucissement de la pente de la montée de Saint-Laurent, puis encore en 1861 lors du percement de la rue Haldimand. La « place Saint-Laurent », telle qu'attestée sur le plan cadastral de 1886, s’étend alors, comme au Moyen Âge, du temple jusqu'à la rue de l’Ale, englobant donc la rue Saint-Laurent. Actuellement[Quand ?], cette dernière appellation recouvre aussi la montée de Saint-Laurent depuis la Palud.

### XVIIeetXVIIIesiècles

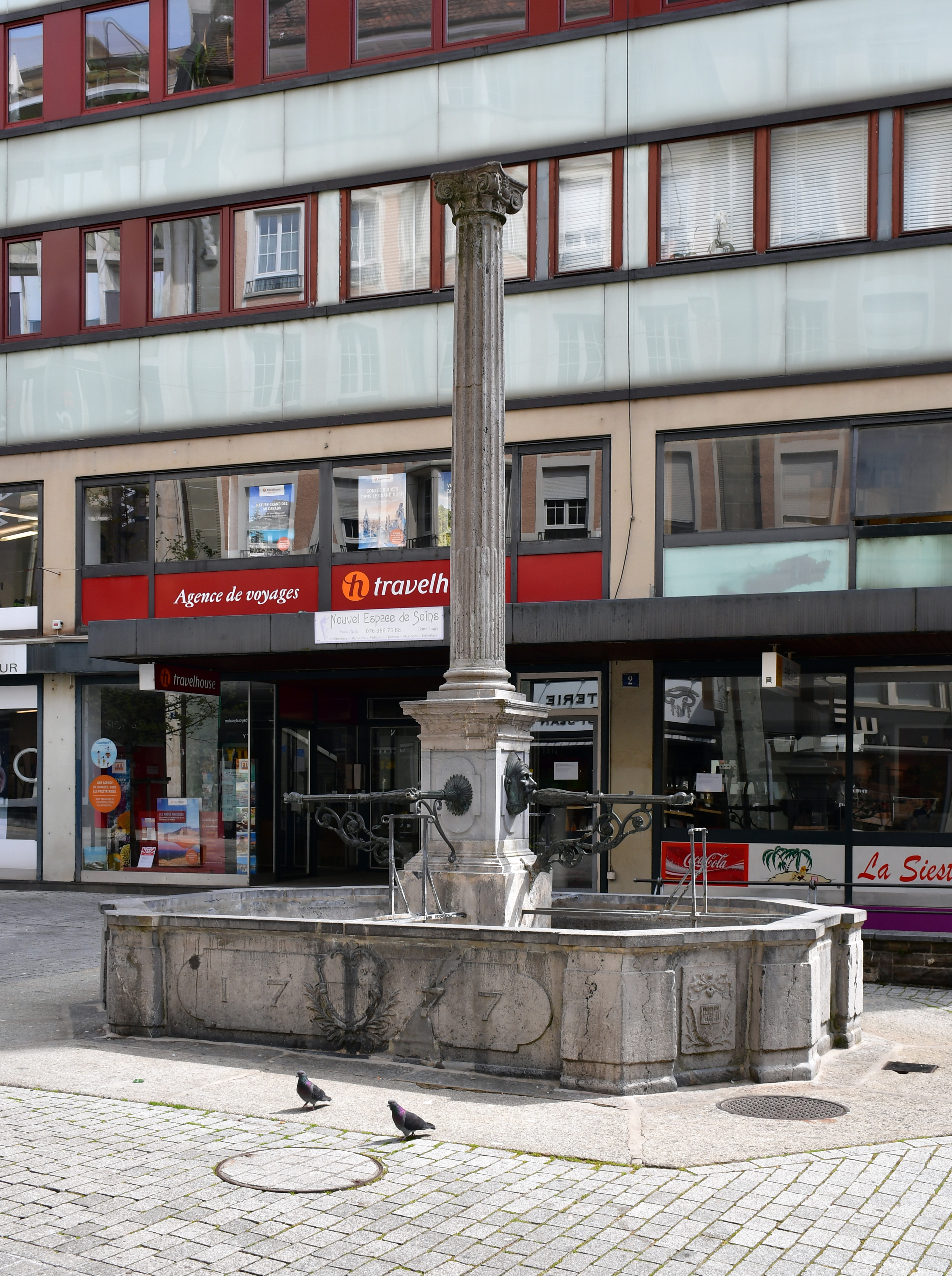
La fontaine installée vers l'église en 1777 se trouve depuis 1895 sur la place Grand-Saint-Jean.

La situation géographique privilégiée de la place Saint-Laurent en fait un lieu de passage de plus en plus important, surtout lors du développement des échanges commerciaux entre Lausanne et l'étranger aux XVIIe et XVIIIe siècles ; un logis, Les Trois Oranges, y est ouvert dans la seconde moitié du XVIIe siècle av. J.-C.
Une fontaine, attestée en 1434 près de l’église, est réparée à maintes reprises. Elle est remplacée par une nouvelle en 1660, puis encore par une nouvelle en 1777, cette fois selon un projet de l’architecte Rodolphe de Crousaz. La pile centrale, en forme de colonne cannelée, devait à l’origine recevoir un vase mais porte aujourd’hui un chapiteau ionique moderne. Cette fontaine est transportée peu avant 1895 sur la place Grand-Saint-Jean.

### XIXeetXXesiècles
Après la Révolution vaudoise, des commerces et des cafés apparaissent sur la place. À la demande, en 1830, de commerçants ayant l'entrée de leur boutique au-dessous du niveau de la route, un abaissement de la place est effectué vers la fin de la première moitié du XIXe siècle, ainsi qu'une amélioration de l'écoulement des eaux.
L'ouverture du Grand-Pont en 1844 dévie une partie du trafic passant par la place Saint-Laurent et le percement en 1861 de la rue William-Haldimand permet un accès direct à la récente place de la Riponne. Le niveau de la place est à nouveau abaissé devant l'église vers 1862-1863, ce qui implique la construction d'un nouveau perron. Une station de fiacres y est installée en 1885. Au début du XXe siècle, plusieurs bâtiments qui bordent la place sont reconstruits, modernisant ainsi la place, et la rue Pichard est percée entre la place Saint-Laurent et le début du Grand-Pont. Depuis lors, les jours de marché, la place accueille des étals de maraîchers et de laitiers,.
La structure géologique complexe du terrain sous la place Saint-Laurent a créé de mauvaises surprises en raison d’un ancien cordon morainique datant de la dernière glaciation qui borde la partie aval de la rue Saint-Laurent. En 1958 déjà, lors de la construction du grand magasin Le Centre, un sérieux affaissement s’est produit. Un accident plus grave encore, mettant en péril la stabilité des édifices environnants, est survenu le 22 février 2005 lors du percement du tunnel du tunnel du M2. Cet incident a créé un profond trou béant, d’une dizaine de mètres de diamètre , -
À l’occasion de la fermeture de la rue Haldimand pour un an, en 1991, pour remplacer des conduites souterraines, la ville décide de rendre la rue uniquement piétonne à la fin des travaux,. La première Soupe populaire de Lausanne voit le jour en 1992 pour 4 soirs par semaine sur l'initiative de Mère Sofia.

### XXIesiècle: hommage à l’égalité des femmes et des hommes
Le 14 juin 2019, des centaines de milliers de personnes, pour la plupart des femmes, participent à la grève et aux nombreuses manifestations organisées dans le pays pour lutter contre les inégalités homme-femme. Parmi elles, 40 000 défilent à Lausanne. La date du 14 juin n'est pas choisie par hasard : il s'agit du jour où, en 1981, l’égalité entre les femmes et les hommes a été inscrite dans la Constitution suisse ; une première grève avait eu lieu à la même date en 1991.
En mars 2020, la ville de Lausanne annonce une série de mesures et de projets liés à l’égalité des sexes. Parmi ces mesures, elle décide de renommer la place située devant le parvis de l'Église Saint-Laurent en l'appelant place du 14-Juin,. Cette décision ne va pas sans quelques réactions, parfois positives, parfois critiques. Initialement prévue pour le 6 juin 2020, l'inauguration est repoussée en raison des mesures sanitaires mises en place pour lutter contre la propagation de la Covid-19. Son inauguration a finalement lieu le 7 février 2021, 50 ans exactement après l'introduction au niveau fédéral du suffrage féminin dans la constitution suisse, en présence du syndic de Lausanne Grégoire Junod, de la conseillère municipale Florence Germond, chargée des questions d'égalité, et de l'ancienne présidente de la Confédération Ruth Dreifuss.

## Controverses
Le 23 janvier 2023, la plaque de la place du 14-Juin située au nord de la place a été volontairement endommagée par deux individus déguisés pour l'occasion en ouvriers de chantier. Les auteurs ont été filmés mais ont pu prendre la fuite.

## Situation, accès et description

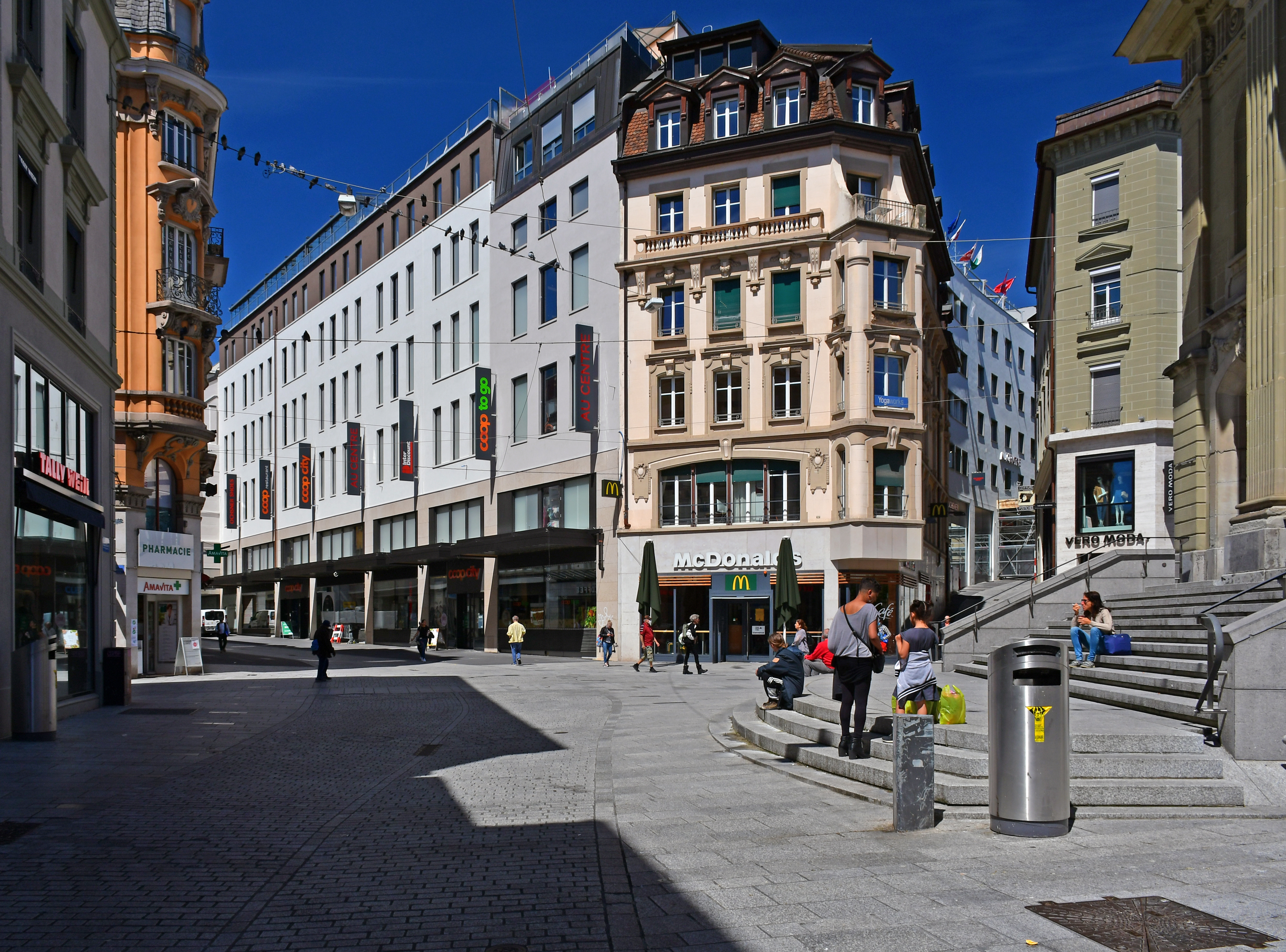
La place vue depuis la rue Pichard.
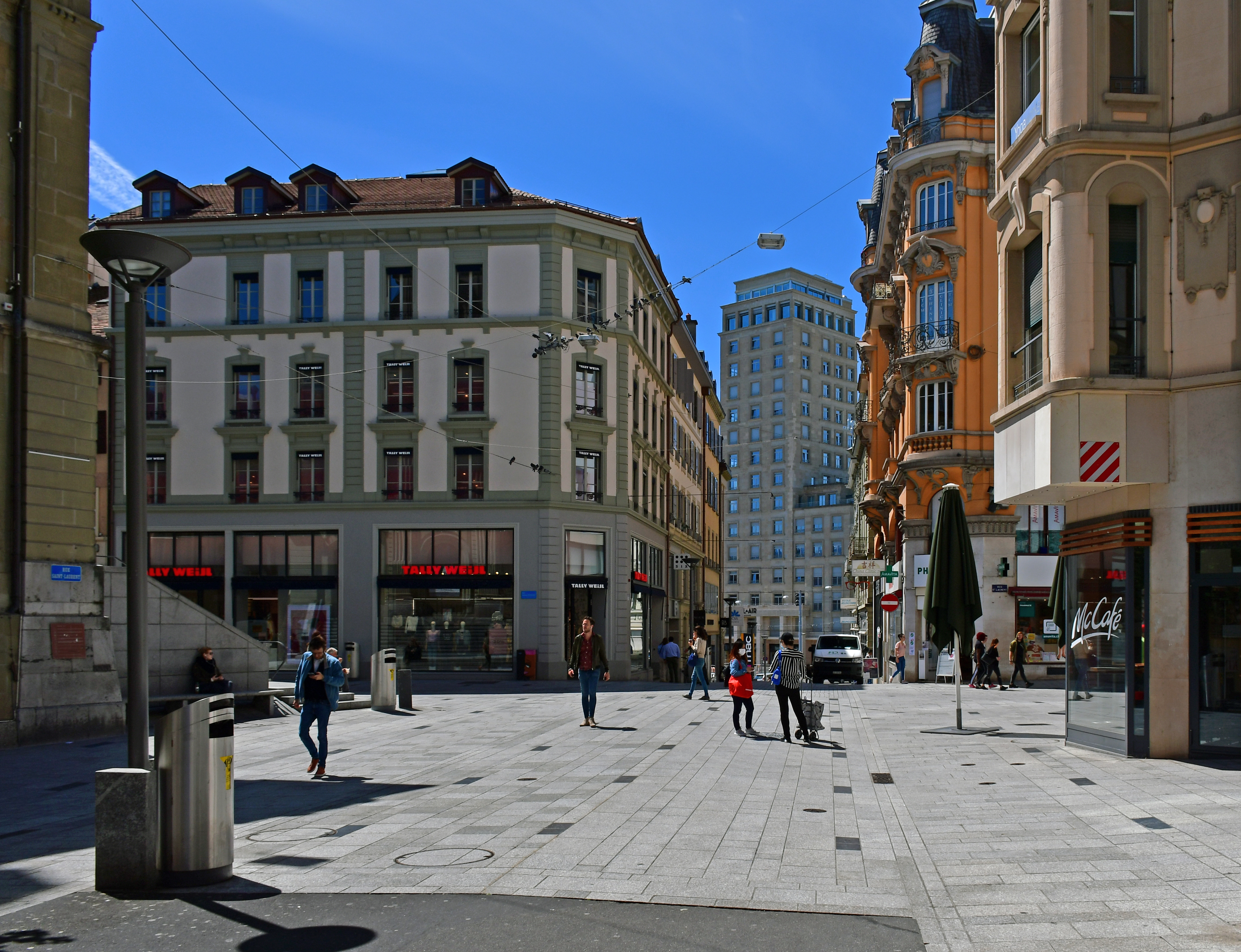
La place depuis la rue Haldimand. On aperçoit la tour Bel-Air au second plan.

La place du 14-Juin se trouve dans le quartier du centre, dans la zone piétonne. Elle est constituée du parvis de l'église réformée Saint-Laurent et du tronçon de la rue William-Haldimand qui longe l'édifice au nord. Elle est donc traversée par la rue Haldimand (qui mène à l'est à la place Bel-Air et à l'ouest à la place de la Riponne), ainsi que par la rue Saint-Laurent qui vient du nord-ouest et qui croise la rue Haldimand pour descendre au sud-est en direction de la place de la Palud. Le bord ouest de la place est longé par la rue Pichard.